# Aszófő

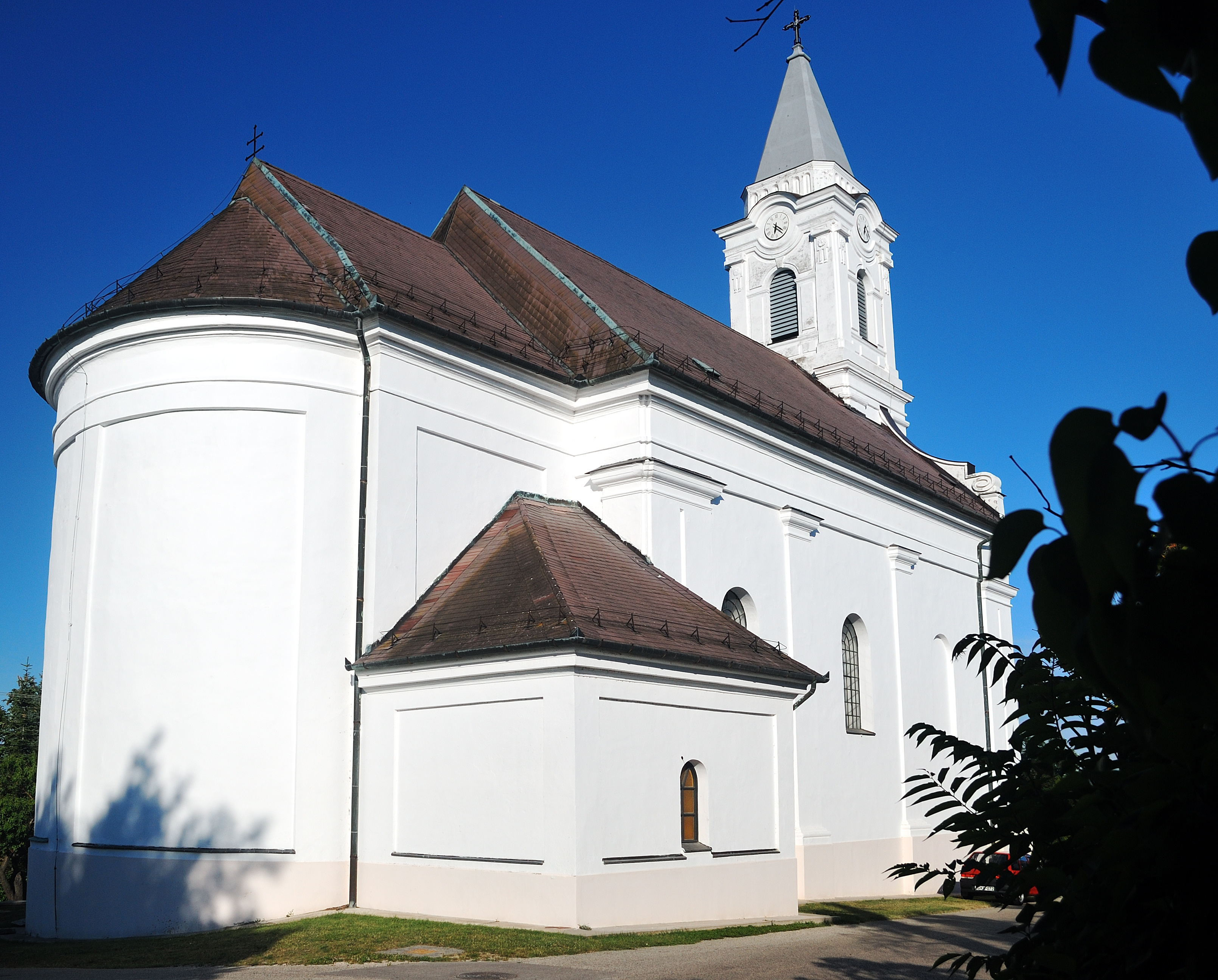
Aszófő
Střed obce s římskokatolickým kostelem, postaveným roku 1834

Aszófő je maďarská obec ležící v okresu Balatonfüred v župě Veszprém. Žije zde 389 obyvatel.

## Poloha
Aszófő leží poblíž severního břehu Balatonu na severozápadním okraji poloostrova Tihany. Blízkými obcemi jsou Örvényes, Tihany, Pécsely a Balatonfüred.

## Historie
Místo bylo obydlené již v dobách Římské říše. První písemná zmínka o obci s názvem Azzofeu pochází z roku 1093. Za turecké nadvlády v polovině 16. století bylo sídlo zničeno, ale v 18. století bylo obydleno znovu. Dnes je jedním ze středisek vinařství.